# Lenita Miranda de Figueiredo
Helena Miranda de Figueiredo, más conocida como Lenita Miranda de Figueiredo o por su seudónimo Tía Lenita (São Paulo, 13 de septiembre de 1927-São Paulo, 8 de junio de 2024), fue una escritora, pianista, profesora de arte, periodista, editora y locutora de radio brasileña.

## Biografía
Fundó y editó los suplementos Folhinha y Folha Feminina que aparecían en el periódico Folha de S. Paulo, mientras que participó como columnista en el vespertino Folha da Tarde, perteneciente al mismo grupo de medios de prensa llamado Empresa Folha da Manhã.
Dentro de su trabajo literario, ha recibido varios reconocimientos, entre ellos el Premio Jabuti de Literatura en 1962 y 1971 por sus novelas Deus Aposentado y O Sexo Começa às Sete respectivamente.

## Obra
- Deus aposentado (novela, 1968)
- Estórias da Tia Lenita (1969).
- Meia-noite especial (1968).
- O sexo começa às Sete (1969, 1970).
- Marcelo e Daniela no Polo Norte.

Otros
- História da arte para crianças (1995).